# 饥饿 (1966年电影)
《饥饿》（丹麥語：Sult）是一部1966年的黑白劇情片，由丹麥的賀寧·卡爾森執導，瑞典演員皮爾·奧斯卡森主演，改編自挪威諾貝爾文學獎得主克努特·汉姆生的小說《饥饿》。本片在奥斯陆取景拍攝，是斯堪的纳维亚三國合作製作的第一部電影。
憑藉對貧困和絕望生活的鮮明關注，這部電影被認為是社会现实主义的傑作。電影史學家認為這是自卡爾·西奧多·德萊葉的作品以來第一部獲得國際關注的丹麥電影。本片是丹麥文化部列入丹麥文化經典的十部電影之一。

## 奖项
該片獲得金棕榈奖提名，並於1967年獲得波迪獎最佳丹麥電影獎。奧斯卡森因主演而獲得1966年坎城影展最佳男演員獎、第4屆金甲虫奖最佳男演員獎、1967年波迪獎和1968年美國國家影評人協會最佳男主角獎。該片還被選為第39届奥斯卡金像奖最佳外語片的丹麥參賽作品，但没有获得提名。